# Stenolebias
Stenolebias – rodzaj ryb karpieńcokształtnych z rodziny strumieniakowatych (Rivulidae).

## Klasyfikacja
Gatunki zaliczane do tego rodzaju:
- Stenolebias bellus
- Stenolebias damascenoi